# Wormaldia cantabrica
Wormaldia cantabrica là một loài Trichoptera trong họ Philopotamidae. Chúng phân bố ở miền Cổ bắc.